# 戴夫·塔兰特
戴夫·塔兰特（英語：Dave Tarrant，？—），新西兰男子射击运动员。他曾代表新西兰参加1980年夏季残疾人奥林匹克运动会射击比赛，获得空气手枪2-5级铜牌。